# Associazione Calcio Palermo 1935-1936
Questa voce raccoglie le informazioni riguardanti l'Associazione Calcio Palermo nelle competizioni ufficiali della stagione 1935-1936. La nuova denominazione venne disposta dal regime fascista, con lo scopo di italianizzarne il nome.

## Stagione
L'ingegnere Giovanni De Luca viene eletto presidente, ma il 30 ottobre 1935 si dimette per motivi economici. Il nuovo presidente è l'ingegnere Luigi Majo Pagano, figlio dello storico fondatore del club nel 1900 Ignazio.
La squadra, notevolmente indebolita, non riesce a ripetere la splendida prestazione dell'anno precedente e termina penultima nel campionato di Serie A, retrocedendo, nonostante le tante vittorie interne ed esterne conquistate. Infatti, ciò che l'ha penalizzata sono stati i pochi pareggi, le tante sconfitte subite e infine, nelle ultime giornate, una rimonta dei pari di categoria della Sampierdarenese, rivali della salvezza, che le permise di staccare nelle battute finali del torneo il Palermo.
Il periodo migliore va dalla 14ª alla 16ª giornata, quando il Palermo batte in casa alla Favorita il Bologna, che sarà poi campione, per 2-0, va a vincere al Campo Testaccio per 1-0 contro la Roma arrivata seconda ad un solo punto dai felsinei e, per ultimo, sconfigge, ancora tra le mura amiche, la Juventus, con rete di Renato De Manzano. In trasferta arrivano pesanti passivi (0-4 a Milano contro l'Ambrosiana-Inter e 0-5 a Torino, contro Torino e Triestina).
In Coppa Italia, alla sua prima edizione di esordio, il club incomincia direttamente dai sedicesimi di finale, in quanto militante in Serie A, perdendo per 1-0 contro il Catania, formazione di Serie B, nella gara secca giocata il 26 dicembre. Questo incontro con i cugini rossazzurri rappresenta il primo Derby di Sicilia disputato in competizioni ufficiali.
A fine campionato l'attacco rosanero segna solo 24 reti, la seconda peggiore prestazione di quest'annata (il peggiore in assoluto è stato il reparto avanzato del fanalino Brescia); la difesa è l'ultima del torneo di massima categoria con 50 reti subite, anche a causa del grave infortunio del capitan Gennaro Santillo, costretto a saltare mezzo campionato.

## Rosa
| N. |                    | Ruolo | Calciatore                 |
| -- | ------------------ | ----- | -------------------------- |
|    | Italia (bandiera)  | P     | Vincenzo Provera           |
|    | Italia (bandiera)  | P     | Gino Archesso              |
|    | Uruguay (bandiera) | D     | Maximiliano Faotto         |
|    | Italia (bandiera)  | D     | Luigi Ziroli               |
|    | Italia (bandiera)  | D     | Gennaro Santillo           |
|    | Italia (bandiera)  | D     | Aimone Lo Prete            |
|    | Italia (bandiera)  | D     | Francesco Paolo De Rosalia |
|    | Uruguay (bandiera) | D     | Nicolás Riccardi           |
|    | Italia (bandiera)  | C     | Bruno Castellani           |
|    | Italia (bandiera)  | C     | Antonio Bonesini           |
|    | Uruguay (bandiera) | C     | Oliviero Icardi            |

| N. |                    | Ruolo | Calciatore        |
| -- | ------------------ | ----- | ----------------- |
|    | Italia (bandiera)  | C     | Andrea Capitanio  |
|    | Italia (bandiera)  | C     | Pietro Bazan      |
|    | Italia (bandiera)  | C     | Amalio Balzarini  |
|    | Italia (bandiera)  | C     | Renato De Manzano |
|    | Italia (bandiera)  | C     | Giuseppe Moncada  |
|    | Romania (bandiera) | A     | Vittorio Pepoli   |
|    | Italia (bandiera)  | A     | Coriolano Palumbo |
|    | Italia (bandiera)  | A     | Angelo Piccaluga  |
|    | Italia (bandiera)  | A     | Antonio Carnevali |
|    | Italia (bandiera)  | A     | Giuseppe Tinaglia |

## Calciomercato
| Acquisti | Acquisti          | Acquisti | Acquisti   |
| R.       | Nome              | da       | Modalità   |
| -------- | ----------------- | -------- | ---------- |
| D        | Nicolás Riccardi  | Peñarol  | definitivo |
| C        | Oliviero Icardi   | Peñarol  | definitivo |
| C        | Amalio Balzarini  | L'Aquila | definitivo |
| A        | Antonio Carnevali | L'Aquila | definitivo |

| Cessioni | Cessioni            | Cessioni      | Cessioni   |
| R.       | Nome                | a             | Modalità   |
| -------- | ------------------- | ------------- | ---------- |
| D        | Mirko Gruden        | Genova 1893   | definitivo |
| C        | Antonio Blasevich   | Napoli        | definitivo |
| A        | Aldo Giuseppe Borel | Juventus      | definitivo |
| A        | Luigi Leone         | GC Vigevanesi | definitivo |
| A        | Carlo Radice        | Falck         | definitivo |

## Risultati

### Serie A

#### Girone di andata
| Torino 22 settembre 1935 1ª giornata | Juventus | 3 – 1 referto | Palermo |  |

| Palermo 29 settembre 1935 2ª giornata | Palermo | 2 – 1 referto | Bari |  |

| Palermo 6 ottobre 1935 3ª giornata | Palermo | 1 – 0 referto | Alessandria |  |

| Milano 13 ottobre 1935 4ª giornata | Ambrosiana-Inter | 4 – 0 referto | Palermo |  |

| Palermo 20 ottobre 1935 5ª giornata | Palermo | 2 – 1 referto | Lazio |  |

| Torino 3 novembre 1935 6ª giornata | Torino | 5 – 0 referto | Palermo |  |

| Palermo 10 novembre 1935 7ª giornata | Palermo | 0 – 1 referto | Genova 1893 |  |

| Trieste 17 novembre 1935 8ª giornata | Triestina | 5 – 0 referto | Palermo |  |

| Palermo 1 dicembre 1935 9ª giornata | Palermo | 1 – 3 referto | Fiorentina |  |

| Palermo 8 dicembre 1935 10ª giornata | Palermo | 3 – 2 referto | Brescia |  |

| Milano 15 dicembre 1935 11ª giornata | Milan | 3 – 1 referto | Palermo |  |

| Palermo 22 dicembre 1935 12ª giornata | Palermo | 2 – 0 referto | Sampierdarenese |  |

| Napoli 29 dicembre 1935 13ª giornata | Napoli | 3 – 0 referto | Palermo |  |

| Palermo 5 gennaio 1936 14ª giornata | Palermo | 2 – 0 referto | Bologna |  |

| Roma 12 gennaio 1936 15ª giornata | Roma | 0 – 1 referto | Palermo |  |

#### Girone di ritorno
| Palermo 26 gennaio 1936 16ª giornata | Palermo | 1 – 0 referto | Juventus |  |

| Bari 2 febbraio 1936 17ª giornata | Bari | 1 – 0 referto | Palermo |  |

| Alessandria 9 febbraio 1936 18ª giornata | Alessandria | 1 – 0 referto | Palermo |  |

| Palermo 16 febbraio 1936 19ª giornata | Palermo | 1 – 1 referto | Ambrosiana-Inter |  |

| Roma 23 febbraio 1936 20ª giornata | Lazio | 3 – 0 referto | Palermo |  |

| Palermo 1 marzo 1936 21ª giornata | Palermo | 0 – 1 referto | Torino |  |

| Genova 8 marzo 1936 22ª giornata | Genova 1893 | 2 – 0 referto | Palermo |  |

| Palermo 15 marzo 1936 23ª giornata | Palermo | 1 – 0 referto | Triestina |  |

| Firenze 22 marzo 1936 24ª giornata | Fiorentina | 2 – 1 referto | Palermo |  |

| Brescia 29 marzo 1936 25ª giornata | Brescia | 0 – 1 referto | Palermo |  |

| Palermo 12 aprile 1936 26ª giornata | Palermo | 0 – 0 referto | Milan |  |

| Genova 19 aprile 1936 27ª giornata | Sampierdarenese | 2 – 0 referto | Palermo |  |

| Palermo 26 aprile 1936 28ª giornata | Palermo | 2 – 2 referto | Napoli |  |

| Bologna 3 maggio 1936 29ª giornata | Bologna | 1 – 0 referto | Palermo |  |

| Palermo 10 maggio 1936 30ª giornata | Palermo | 1 – 3 referto | Roma |  |

### Coppa Italia
| Catania 25 dicembre 1935, ore Sedicesimi di finale | Catania   | 1 – 0 referto | Palermo |  |
| \| \| \| \| \| Franzoni 25’ \| Marcatori \| \|     |           |               |         |  |
|                                                    |           |               |         |  |
| Franzoni 25’                                       | Marcatori |               |         |  |

## Statistiche

### Statistiche di squadra
| Competizione | Punti | In casa | In casa | In casa | In casa | In casa | In casa | In trasferta | In trasferta | In trasferta | In trasferta | In trasferta | In trasferta | Totale | Totale | Totale | Totale | Totale | Totale | DR  |
| Competizione | Punti | G       | V       | N       | P       | Gf      | Gs      | G            | V            | N            | P            | Gf           | Gs           | G      | V      | N      | P      | Gf     | Gs     | DR  |
| ------------ | ----- | ------- | ------- | ------- | ------- | ------- | ------- | ------------ | ------------ | ------------ | ------------ | ------------ | ------------ | ------ | ------ | ------ | ------ | ------ | ------ | --- |
| Serie A      | 23    | 15      | 8       | 3       | 4       | 19      | 15      | 15           | 2            | 0            | 13           | 5            | 35           | 30     | 10     | 3      | 17     | 24     | 50     | -26 |
| Coppa Italia |       | -       | -       | -       | -       | -       | -       | 1            | 0            | 0            | 1            | 0            | 1            | 1      | 0      | 0      | 1      | 0      | 1      | -1  |
| Totale       |       | 15      | 8       | 3       | 4       | 19      | 15      | 16           | 2            | 0            | 14           | 5            | 36           | 31     | 10     | 3      | 18     | 24     | 51     | -27 |

### Statistiche dei giocatori
| Giocatore     | Serie A  | Serie A | Coppa Italia | Coppa Italia | Totale   | Totale |
| Giocatore     | Presenze | Reti    | Presenze     | Reti         | Presenze | Reti   |
| ------------- | -------- | ------- | ------------ | ------------ | -------- | ------ |
| A. Balzarini  | 7        | 0       | 1            | 0            | 8        | 0      |
| P. Bazan      | 1        | 0       | -            | -            | 1        | 0      |
| A. Bonesini   | 26       | 5       | -            | -            | 26       | 5      |
| A. Capitanio  | 26       | 0       | 1            | 0            | 27       | 0      |
| A. Carnevali  | 10       | 2       | 1            | 0            | 11       | 2      |
| B. Castellani | 22       | 2       | -            | -            | 22       | 2      |
| R. De Manzano | 29       | 2       | -            | -            | 29       | 2      |
| F. De Rosalia | 17       | 0       | 1            | 0            | 18       | 0      |
| M. Faotto     | 28       | 1       | 1            | 0            | 29       | 1      |
| O. Icardi     | 11       | 1       | 1            | 0            | 12       | 1      |
| A. Lo Prete   | 5        | 0       | 1            | 0            | 6        | 0      |
| G. Moncada    | 2        | 0       | -            | -            | 2        | 0      |
| C. Palumbo    | 16       | 5       | -            | -            | 16       | 5      |
| A. Piccaluga  | 27       | 4       | 1            | 0            | 28       | 4      |
| V. Provera    | 30       | -50     | 1            | -1           | 31       | -51    |
| N. Riccardi   | 26       | 0       | 1            | 0            | 27       | 0      |
| G. Santillo   | 19       | 1       | -            | -            | 19       | 1      |
| L. Ziroli     | 28       | 1       | 1            | 0            | 29       | 1      |